# Белорусские народные предания
«Белорусские народные предания» (вторая и третья части под названием «Белорусские народные поверья») — статья в трёх частях белорусского писателя-этнографа Павла Михайловича Шпилевского (первые две части напечатаны под псевдонимом П. Древлянский), впервые изданная в 1846 (первые две части) и 1852 годах (третья часть). Работа имеет форму словаря и описывает 52 белорусских «бога» и «духа». Сочинение считается продуктом кабинетной мифологии, однако по сей день используется как достоверный источник сведений по белорусской мифологии.

## Публикация
В 1846 году Павел Михайлович Шпилевский (1823—1861), известный впоследствии как журналист, писатель и автор этнографических сочинений о Белоруссии, издал под псевдонимом П. Древлянский в «Прибавлениях к „Журналу Министерства народного просвещения“» работу «Белорусские народные предания». В том же году там же под названием «Белорусские народные поверья» была издана вторая часть. Третья часть «Белорусских народных поверий» вышла там же в 1852 году, уже под настоящей фамилией автора. Статья является наиболее известным произведением автора:245.
Из статьи можно было сделать вывод, что Древлянский является не просто её автором, но и собирателем белорусского фольклора. Причём он не просто жил в Белоруссии, но побывал в разных её частях и способен проанализировать сходства и различия их мифологических представлений. В тексте есть несколько ссылок на польские и русские мифологические работы, однако автор говорит, что приводит их только для сравнения с собственным материалом:246.

## Содержание
Публикация имеет форму словаря и описывает 52 белорусских «бога» и «духа»:245. В первой части помещены описания 19 персонажей:
- «Баган — какой-то добрый дух, — кажется, то же, что Волос, покровитель домашнего скота»;
- «Белун — то же, что Белбог, источник богатства и милосердия»;
- «Вавкалака — оборотень»;
- «Ваструха — то же, что Астрея, богиня правды и целомудрия»;
- «Дзева — верховное божество, заимствованное у поляков[англ.]»;
- «Дзедка — что-то похожее на Дажбога, — подателя богатства»;
- «Зорка — то же, что Аврора, — богиня счастия и судьбы»;
- «Каляда — божество веселья и радости»;
- «Купало — покровитель цветов и плодов»;
- «Ладо — то же, что и у древних славян, — покровитель любви»;
- «Лелё (Лёлё, Люлё) — купидон с крылышками»;
- «Пагода — какая-то воздушная стихия — ветер или буря»;
- «Перун — бог грома и молнии»;
- «Расамаха — какой-то грозный дух»;
- «Русалки — водяные нимфы»;
- «Чур-бог — бог границы»;
- «Яга-баба — касцяная-нага — злобный дух в образе гадкой старухи»;
- «Ярыло — бог весны и плодоносия»;
- «Цмок — дух в виде змеи»[1]:247.

Во второй части описаны 17 персонажей:
- «Вазила — покровитель лошадей»;
- «Гарцуки — горные духи»;
- «Дзевоя — богиня девства»;
- «Жыж[бел.] — бог огня, то же Знич у литовцев»;
- «Жыцень — бог осени»;
- «Зюзя — бог зимы»;
- «Кадук[бел.] — самый старший злой дух»;
- «Кумельган[бел.] — злой дух в виде человека и лошади»;
- «Лазавик — какой-то лесной бог, живущий в лозе»;
- «Любмел — кажется, бог брака»;
- «Ляля — богиня весны»;
- «Марня — какой-то дух или привидение»;
- «Меша[бел.] — какой-то нечистый дух»;
- «Паляндра — богиня смерти, то же что у литовцев… была Мажанна»;
- «Талака — покровительница жатвы и плодородия»;
- «Цеця[бел.] — богиня лета»;
- «Щедрец — бог пиршеств»[1]:247-248.

В третьей части добавлены 16 персонажей:
- «Бордзя — покровительница брака»;
- «Гарник — старший дух-помощник покровительницы новобрачных Бордзи»;
- «Жевжык — покровитель рек или водяное божество»;
- «Злыдзень — какой-то враждебный дух»;
- «Зникча — охранительница кладбищ»;
- «Кликун — дорожный дух»;
- «Клецьник — охранитель кладовых»;
- «Кляскун — божество луны и вместе, кажется, летних забав и удовольствий»;
- «Копша — богиня мёртвых»;
- «Лядашцик — дух, портящий людей»;
- «Ныдзень — оборотень»;
- «Паветник — младший служебный дух Бордзи»;
- «Падпечник — домовой»;
- «Разамара — недобрый дух, один из тех, которые несут на воздухе огненную ступу Бабы-Яги»;
- «Шатывила — также служебный дух Яги-бабы»;
- «Яркун — враг супружества»[1]:245.

Описания персонажей даются по одной схеме: даются название, функции, происхождение, внешний вид, приводятся фольклорные тексты и обряды с участием персонажа:246. Автор различает богов и духов, причём и для тех, и для других создаётся некое подобие иерархии во главе с верховным божеством Дзевоей и старшим злым духом Кадуком:247. Древлянский подчёркивает, что приводит только такие сведения, которые ранее ещё не публиковались:246.
Помимо собственно «фольклорных» сведений в статье даётся их сопоставление с древнерусским языческим пантеоном князя Владимира, что придаёт статье элементы исследования. Из статьи создаётся впечатление, что в Белоруссии вплоть до времени публикации сохранялись живые представления о восточнославянских языческих божествах: белорусы якобы наряжались в них по праздникам и во время обрядов, обращались к ним в песнях, упоминали в пословицах и проклятиях:246. Наряду с «исконнославянскими» богами, указаны божества, «заимствованные» у поляков и литовцев:248.
По своей функции персонажей Древлянского можно разделить на «божества природных явлений и стихий» (Купало, Пагода, Перун, Русалки, Ярыло, Жыж, Лазавик), в том числе олицетворения времён года (Жыцень — осень, Зюзя — зима, Ляля — весна, Цеця — лето):248; «божества моральных явлений или социальных понятий», в том числе покровители любви и брака (Ваструха, Каляда, Ладо, Лелё, Дзевоя, Любмел) и покровители «плодородия, пиршеств, богатства, милосердия, счастья» (Белун, Ваструха, Дзедка, Зорка, Купало, Ярыло, Талака, Щедрец), покровители домашнего скота (Баган, Вазила); и злокозненные духи (Расамаха, Баба-Яга, Кадук, Меша):249.

## Влияние
«Белорусские народные предания», особенно первые две части, активно использовались и используются исследователями белорусской мифологии и реконструкторами славянской мифологии и язычества:245-246. Особенно востребованными, многократно пересказанными и проанализированными, оказались статьи о Перуне, Чуре и Яриле, содержащие «уникальные» сведения — ведь ничего подобного не зафиксировано не только у белорусов, но и у других славян, ни до, ни после:249.
Обильно использовал работу Древлянского А. Н. Афанасьев в своих знаменитых «Поэтических воззрениях славян на природу» (1865—1869):249, 253. П. С. Ефименко опирался на сведения Древлянского для своей реконструкции «О Яриле, языческом божестве русских славян» (1869), согласно которой народный образ Георгия Победоносца наследовал образу Ярилы:249. А. К. Киркор широко опирался на Древлянского в работе «Следы язычества в празднествах, обрядах и песнях» [Белоруссии] (1882):249-250. Цитаты из Древлянского встречаются у В. И. Даля:311. Среди поздних работ, прямо или косвенно использующих сведения Древлянского как достоверные, можно назвать «Исследования в области славянских древностей» (1974) В. В. Иванова и В. Н. Топорова:250:311, «Филологические разыскания в области славянских древностей» (1982) Б. А. Успенского:311, 321, «Славянские древности: Этнолингвистический словарь» (1995, статья Е. Е. Левкиевской о Белуне):312, «Символика животных в славянской народной традиции» (1997) А. В. Гуры:322. «Белорусские народные предания» цитируют и пересказывают многие современные белорусские издания по белорусской мифологии, в том числе такие влиятельные книги как «Міфы Бацькаўшчыны» (1994) В. А. Василевича и «Беларуская міфалогія: Энцыклапедычны слоўнік» (2004).
По словам Е. Е. Левкиевской, работа Древлянского «крепко „вросла“ в круг постоянных источников, из которых не одно поколение учёных привычно черпало (и черпает!) материал для исследований в области славянской традиционной культуры, … ссылки на Древлянского являются общим местом в отечественной науке, … цитаты из его произведения рассыпаны по работам наших самых уважаемых учёных»:311. По её мнению, подобная ситуация даже заставляет задуматься о состоятельности «науки о традиционной славянской культуре именно как науки, … если за 150 лет своего существования она так … и не выработала механизмов, позволяющих опознавать ненадёжные и ложные элементы и отсеивать их от объективно существующих»:311-312.

## Критика
Критика «Белорусских народных преданий» появилась довольно рано. А. А. Потебня в работе «О мифическом значении некоторых обрядов и поверий» (1865) говорит, о том, что Древлянский «смешивает свои и чужие фантазии с народными поверьями, выдаёт какие-то варварские вирши за народные песни и потому авторитетом… быть не может», далее он, хотя и пишет, что в «Преданиях» может быть «доля истины», однако называет их «мутным источником»:250. И. И. Носович подробно разбирает «Белорусские народные предания» в своей работе «Белорусские песни» (1873), показывая ошибочность представлений Древлянского, указывая, что он был «языковедчески неподготовлен», вследствие чего неверно понимал слова и пословицы, из которых выводил своих персонажей:250-251. А. И. Кирпичников критиковал Древлянского в своей книге «Св. Георгий и Егорий Храбрый» (1879). А. Н. Пыпин в «Истории русской этнографии» (1892) называл работы Древлянского «юношескими, нередко совсем простодушными», он показал также, что в последующих публикациях Шпилевский литературно обрабатывал представляемые им народные тексты, настолько сильно, что использовать их в качестве фольклорных источников становится невозможно:251. С данной оценкой соглашался и Е. Ф. Карский в книге «Белорусы» (1903):252. Критически рассмотрел «Белорусские народные предания» И. К. Тищенко в книге «До народных вытокаў» (1986), придя к выводу, что многие из персонажей Древлянского никогда не были известны белорусам:252.
А. Л. Топорков в статье «О „Белорусских народных преданиях“ и их авторе» (2002) говорит, что хотя «Белорусские народные предания» и не являются в целом фальсификацией, так как «Шпилевский действительно собирал белорусский фольклор, наблюдал воочию обряды и обычаи», рассматривать их как достоверный источник не представляется возможным:253, так как автор добавлял, не разделяя, к народным представлениям свои интерпретации:254 и даже вымысел:253. Также Топорков указывает на откровенную анекдотичность некоторых моментов в работе Древлянского, не всегда, впрочем, заметную неподготовленному читателю:252-253, многие его толкования основаны на «ошибках, недоразумениях»: он отыскивал богов в неверно понятых поговорках, песнях и проклятиях, произвольно отождествлял своих персонажей со славянскими и античными богами:254.
По мнению Е. Е. Левкиевской, озвученном в статье «Механизмы создания мифологических фантомов в „Белорусских народных преданиях“ П. Древлянского» (2002), эта работа «не принадлежит к числу тех текстов, которые пишутся в целях сознательной мистификации». Они появились как результат широко распространённого среди исследователей славянской мифологии вплоть до середины XIX века подхода к описанию народной мифологии, подразумевавшего изначальную установку на то, что она должна из себя представлять, — а именно некое подобие «эталонной» античной мифологии:312-313. По её мнению, «проблема идентичности описываемой исследователем картины народной традиции реально существующей в народе традиции, актуальная для современных этнологов и фольклористов, не волновала исследователей эпохи Древлянского»:313. Так как она, в духе рационализма эпохи Просвещения, рассматривалась лишь как «„варварское“ суеверие, рождённое темнотой и необразованностью народа и ложью жрецов», которое «не грех» «„домыслить“ и „исправить“» в нужном направлении:315-316. Важнее была «инфантильная» потребность в национальном самоутверждении, желание «доказать самим себе, … что мы „не хуже других“»:313-314.
Е. Е. Левкиевская указывает, что во времена Древлянского не существовало современных представлений о том, что такое мифологический персонаж: о его диалектности, эволюции, «принципах сочетаемости мифологических мотивов и характеристик „внутри“ того или иного образа»:314, представлений о том, что это «пучок функций и характеристик»:317, а не «образ, наделённый всеми необходимыми для субъекта атрибутами (внешностью, одеждой, особенностями характера, моральными качествами)»:314-315. Именно противоречие этим принципам и выдаёт искусственность персонажей Древлянского:315-317.
Персонажи Древлянского имеют разное происхождение. А. Л. Топорков и Е. Е. Левкиевская делят их на следующие группы:
- Исторические славянские божества (Перун)[1]:248;
- Их производные (Дажбог — Дзедка, Белбог — Белун, Волос — Баган)[1]:248;
- Персонажи реальной белорусской демонологии, описанные почти без изменений (Вовкалака, Цмок, Русалка)[1]:248[2]:318;
- Персонажи с реально существующими мифологическими именами, но с «образами в виде компиляции из частично выдуманных, частично реальных характеристик и функций» (Росомаха, Кадук, Лядащцик, Лозовик, Баба-Яга)[2]:318;
- «Кабинетные» боги, введённые до Древлянского и признававшиеся наукой его времени (Коляда, Купало, Ладо, Лелё — Лель, Ляля — Леля, Пагода, Чур, Яга-баба, Ярыло)[1]:248[2]:319;
- Персонажи с реально существующими, но не мифологическими именами (Жыж, Зюзя, Жевжык, Кликун)[2]:318-319, в том числе названиями праздников, сезонов, сельскохозяйственных работ (Талака, Щедрец, Коляда)[1]:248[2]:319, наделённые «образами, скомпилированными из реальных и вымышленных мотивов и функций»[2]:319.
- Персонажи с незафиксированными в народной традиции именами и целиком или частично вымышленными образами (Кумельган, Бордзя, Любмел)[2]:319.

## Издания
- Древлянский П. Белорусские народные предания // Прибавления к «Журналу Министерства народного просвещения». — 1846. — Кн. 1. — С. 3—25.
  - Древлянский П. Белорусские народные поверья. Статья вторая // Прибавления к «Журналу Министерства народного просвещения». — 1846. — Кн. 3. — С. 85—125.
  - Шпилевский П. Белорусские народные поверья. Статья третья // Прибавления к «Журналу Министерства народного просвещения». — 1852. — Кн. 3. — С. 37—68.
- Древлянский П. Белорусские народные предания // Рукописи, которых не было. Подделки в области славянского фольклора. — М.: Ладомир, 2002. — С. 255—310. — 970 с. — (Русская потаенная литература). — 2000 экз. — ISBN 5-86218-381-7.